# Stanley A. McChrystal

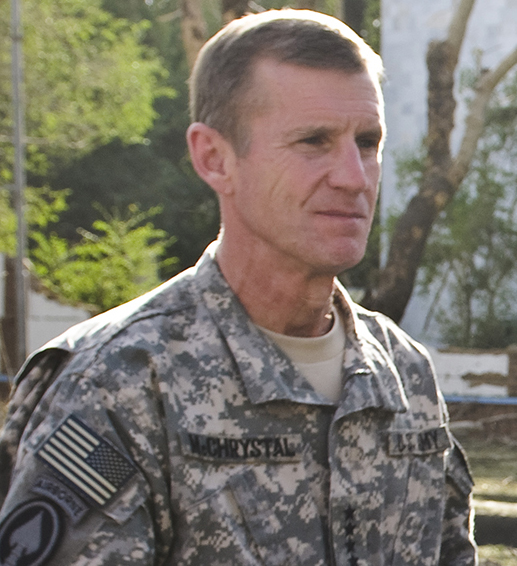
Generalul Stanley A. McChrystal, 2009.

Stanley A. McChrystal (n. 14 august 1954) este un general american (United States Army), din iunie 2009 comandant al trupelor internaționale din Afganistan ISAF (International Security Assistance Force) cât și al contingentului militar propriu al Statelor Unite USFOR-A (United States Forces Afghanistan). În perioada 2003-2008 a fost comandant la JSOC (Joint Special Operations Command) și deci reponsabil pentru majoritatea acțiunilor trupelor speciale în Irak și Afganistan. McChrystal provine dintr-o familie de militari, tatăl lui a fost generalul maior Herbert J. McChrystal jr.

## Carieră militară
- 2LT - 1976
- 1LT - 1978
- CPT - 1980
- MAJ - 1987
- LTC - 1992
- COL - 1996
- BG - 2001
- MG - 2004
- LTG - 2006
- GEN - 2009